# Тоёда, Хисакити
Хисакити Тоёда (яп. 豊田 久吉 Тоёда Хисакити, 2 января 1912 - ?) — японский пловец, олимпийский чемпион.
Хисакити Тоёда родился в 1912 году в посёлке Суоосима префектуры Ямагути; окончил университет Нихон.
В 1932 году на Олимпийских играх в Лос-Анджелесе Хисакити Тоёда завоевал золотую медаль в эстафете 4×200 м вольным стилем, установив при этом новый мировой рекорд.
Внук Хисакити Тоёда — Кэндзи Ватанабэ — также стал известным пловцом, дважды был чемпионом Азиатских игр, трижды входил в состав олимпийской сборной Японии.